# 安田工業 (金属製品)
安田工業株式会社（やすだこうぎょう、英: Yasuda Kogyo Co.,Ltd.）は、東京都千代田区に本社を置き、釘、鉄線などを製造販売する日本の企業。安田財閥創始者・安田善次郎が創業し、日本で初めて洋釘の製造を開始した安田製釘所（やすだせいていしょ）を源流とする。
なお、工作機械メーカーの安田工業などの同名の企業とは無関係である。

## 沿革
1895年（明治28年）、安田善次郎は国内における洋釘生産の事業化を決意し、生産設備の購入と生産技術の視察のため、高橋是清の推薦により安田銀行に入行した技師・山口武彦を海外に派遣した。山口の海外視察はバンクーバー、クリーブランドを経てヨーロッパ大陸におよび、その期間は2年におよんだ。
山口が帰国後の1897年（明治30年）、安田は東京市深川区猿江町東町（現在の東京都江東区猿江）に深川製釘所を創設し、山口を技術部長として洋釘の生産を開始し、1899年（明治32年）6月には安田商事合名会社を設立した。日本で初めて洋釘の生産を行うこととなったが、技術面の問題や近隣住民とのトラブル、工場の焼失（火災の原因は不明であった）など、商品となるまでには苦難の日々が続いた。特に原材料となる線材（ワイヤーロッド）は輸入に頼っており、輸入線材の値上げにより輸入洋釘に太刀打ちすることが出来ず、1902年（明治35年）12月に操業を停止した。この時に山口は深川製釘所を離れ、安田の斡旋で北海道鉄道に移籍。後に安田や高橋の支援を受けて実業家に転じ、山武商会（現：アズビル）や日本酸素、日本精工を創業した。
1908年（明治41年）11月、官営八幡製鐵所が深川製釘所向けに国産線材の生産を開始したことで操業を再開。1911年（明治44年）9月8日には安田商事株式会社を設立し、翌1912年（明治45年）1月1日付で安田商事合名会社を吸収合併。更に福岡県遠賀郡八幡町枝光（現：北九州市八幡東区枝光）に安田製釘所（現：八幡工場。後述）を建設し、同年（大正元年）11月に操業を開始した。1923年（大正12年）の関東大震災で深川工場は全焼となり、生産設備は八幡に移された。
太平洋戦争の最中の1943年（昭和18年）1月に安田興業株式会社に商号変更したが、終戦後に安田保善社の直系子会社として制限会社の指定を受けた。1949年（昭和24年）に制限会社の指定は解除されたが、企業再建整備法により第二会社として設立された大和工業株式会社に事業が承継された。1970年（昭和45年）に現商号に変更した。

## 年表
- 1897年（明治30年） - 安田家元締役場直営[19]の深川製釘所（のちの安田製釘所深川工場）として設立。
- 1899年（明治32年） - 安田商事合名会社設立。
- 1902年（明治35年） - 操業停止。
- 1908年（明治41年） - 官営八幡製鐵所からの線材供給を受け操業再開。
- 1911年（明治44年） - 安田商事株式会社設立。翌年1月1日付で安田商事合名会社を吸収合併（事実上の改組）。
- 1912年（大正元年） - 安田製釘所枝光工場（現：八幡工場）操業開始。
- 1923年（大正12年） - 関東大震災により深川工場全焼。生産設備を枝光工場に移転。
- 1943年（昭和18年） - 安田興業株式会社に商号変更。
- 1945年（昭和20年） - 山形県米沢市に米沢工場設立[20]。
- 1946年（昭和21年） - 安田保善社の直系子会社として制限会社に指定される。
- 1947年（昭和22年） - 米沢工場を宮城県仙台市に移転、仙台工場とする[20]。
- 1949年（昭和24年） - 企業再建整備法により第二会社として大和工業株式会社を4月1日付で設立。安田興業の事業を承継。安田興業は同年4月20日付で解散[21]。
- 1950年（昭和25年） - 仙台工場を新和工業株式会社（後の東北安田工業株式会社）として分社化[22][18]。
- 1970年（昭和45年） - 安田工業株式会社（現商号）に商号変更[18]。
- 1974年（昭和49年） - 東北安田工業株式会社を吸収合併（現：仙台工場）[18]。
- 2000年（平成12年） - 仙台工場を岩沼市に移転[18]。
- 2002年（平成14年） - 子会社の三進電線株式会社を吸収合併（現：新潟工場）[18]。

## 主な製品
- 釘（普通釘（鉄丸釘）、特殊釘）
- 鉄線（なまし鉄線、普通鉄線）
- 繊維補強コンクリート用鋼繊維「スーパークラックレス」[23]
- 各種めっき銅線
- 高窒素ステンレスワイヤー

## 事業所
- 本社 - 東京都千代田区神田錦町3-23 MKビル7階
- 八幡工場 - 福岡県北九州市八幡東区枝光2-7-7
- 仙台工場 - 宮城県岩沼市下野郷字新関迎198-1
- 新潟工場 - 新潟県燕市蔵関481

### 八幡工場
八幡工場は辰野金吾の設計により1912年に竣工した。鋼鉄の副産物である高炉スラグを原料とした鉱滓レンガで建てられた工場で、2023年現在も工場施設として使用されており、創業当時の米国製製釘機が保存されている。また、北九州フィルム・コミッションに登録されており、映画のロケなどにも使用されている。

## エピソード
安田興業および大和工業時代に社長を務めた遠藤常久は作家の遠藤周作の父であり、周作の小説『おバカさん』では当時大和工業が流していたラジオコマーシャルが作中に書かれている。

## 参考資料
- 安田善三郎『釘』1917年。doi:10.11501/1914727。 - 国立国会図書館デジタルコレクション
- 兒玉州平「釘穴から日本帝国を覗く:戦前尼崎の製釘（せいてい）業」（PDF）『地域史硏究:尼崎市史硏究紀要』第118号、尼崎市立歴史博物館、2018年、ISSN 09108661、2023年8月19日閲覧。
- 「第1章　創業から終戦まで（1906～1945年）」『山武百年史 新たなる価値創造・オートメーションの拓く未来:azbil』（PDF）株式会社山武、2007年。2023年8月19日閲覧。
- 『大和工業五十年史』1952年。doi:10.11501/2464811。 - 国立国会図書館デジタルコレクション